# Obtained Enslavement
Obtained Enslavement est un groupe de black metal symphonique norvégien, originaire de Stord.

## Biographie
Le groupe est formé en 1989 à Stord par Pest (aussi chanteur au sein du groupe Gorgoroth), Døden et Torquemada. Ils jouent initialement du death metal avant de passer au black metal symphonique, avec une dose très importante de claviers et très inspiré par la musique classique. À ses débuts, le groupe publie deux démos, Obtained Enslavement en 1992, et Out of the Crypts en 1993 avant de sortir quatre albums.
Leur premier album studio, Centuries of Sorrow, est publié en 1994 au label Likstøy Music Inc. ; il est très proche du black metal traditionnel (dans le genre de Burzum ou de Mayhem) sans claviers. Il est suivi par un deuxième, intitulé Witchcraft, en 1997 publié par le label Wounded Love Records,. Le troisième album du groupe, Soulblight, est publié l'année suivante en 1998. Le groupe termine avec un quatrième album, The Shepherd and the Hounds of Hell, en 2000 sur le label Napalm Records. Le groupe cesse alors d'exister.

## Membres

### Derniers membres
- Torquemada – batterie (1989-2000)[1]
- Døden – guitare (1989-2000)[1]
- Pest – chant, basse (1989-2000)[1]
- Heks – guitare, clavier (1992-2000)[1]

### Anciens membres
- Tortur – basse (1995-1998)[1]
- Morrigan – clavier (1997-1999)[1]
- T-Reaper – basse (1998-1999)[1]

## Discographie

### Albums studio
- 1994 : Centuries of Sorrow
- 1997 : Witchcraft
- 1998 : Soulblight
- 2000 : The Shepherd and the Hounds of Hell

### Démos
- 1992 : Obtained Enslavement
- 1993 : Out of the Crypts